# Andy Hertzfeld
Andrew "Andy" Hertzfeld (6 de abril de 1953) es un informático e ingeniero estadounidense. Fue miembro del equipo de desarrollo original de Apple Macintosh durante la década de 1980. 
Después de comprarse un Apple II en enero de 1978, entró a trabajar para Apple Computer desde agosto de 1979 hasta marzo de 1984, donde fue diseñador de software del sistema Macintosh. 
Desde que dejó Apple, ha sido cofundador de tres compañías: Radius en 1986, General Magic en 1990 y Eazel en 1999. En 2002, colaboró con Mitch Kapor para promover el software de código abierto con la fundación Open Source Applications Foundation. Hertzfeld se unió a Google en 2005 y fue uno de los principales diseñadores de Google+, presentado en 2011.

## Trayectoria profesional

### Apple Computer (1979–1984)
Tras graduarse en la Universidad Brown con una licenciatura en Informática en 1975, Hertzfeld asistió a la Escuela de posgrado en la Universidad de California en Berkeley. En 1978, compró un ordenador Apple II y en poco tiempo comenzó a diseñar software para el mismo. Fue contratado por Apple Computer como programador de sistemas en 1979 y desarrolló el firmware de la impresora AppleSilenType y la primera tarjeta de 80 columnas de Apple II. A principios de la década de 1980, invitó a su amiga del instituto, la artista Susan Kare, a que se uniese a Apple para colaborar en el diseño de lo que se han convertido en los iconos característicos de Macintosh.
La tarjeta de visita de Hertzfeld en Apple utilizaba el título de Mago del Software. Escribió grandes secciones del software del sistema original de Macintosh incluyendo una parte considerable del código grabado ROM, la Caja de Herramientas de la Interfaz de Usuario, y una serie de componentes innovadores que son ahora comunes en muchas interfaces gráficas, como el panel de control y el scrapbook.
Después de la reestructuración del equipo de Apple II y a petición de Hertzfeld, el cofundador de Apple Steve Jobs le incorporó al recientemente formado equipo de Macintosh en febrero de 1981. Trabajando para Bud Tribble junto a Bill Atkinson y Burrell Smith, Hertzfeld se convirtió en uno de los arquitectos de software principales del Sistema Operativo Macintosh, el cual fue considerado revolucionario por su uso de una interfaz gráfica (GUI) donde también hizo contribuciones Jeff Raskin. 

### Después de Apple(1984–presente)
Desde que dejó Apple en 1984, Hertzfeld ha sido cofundador de tres nuevas compañías: Radius (1986), General Magic (1990) y Eazel (1999). En Eazel, colaboró en la creación del administrador de archivos Nautilus para GNOME el entorno de escritorio de Linux. Se ofreció voluntario para la Fundación de aplicaciones de Código Abierto (OSAF en inglés) en 2002 y 2003, para la que escribió los primeros prototipos de Chandler, su administrador de información personal. En 1996, Hertzfeld fue entrevistado por Robert Cringely en el programa de televisión Triumph of the Nerds (Triunfo de los empollones), fue vuelto a entrevistar por Cringely en NerdTV (Tele-empollón) en 2005.
A principios de 2004, inició folklore.org, una, una página web dedicada a recoger historias de la gente que contiene docenas de anécdotas sobre el desarrollo del Macintosh original. Las historias han sido recogidas en un libro de O'Reilly Media, Revolution in the valley (Revolución en el valle), publicado en 2004. En agosto de 2005, Hertzfeld se unió a Google.
El 28 de junio de 2011 Google anunció Google+, su último acercamiento a las redes sociales. Hertzfeld fue el diseñador clave del componente de la interfaz de usuario de Google Circle, pero no del proyecto entero como se le ha atribuido erróneamente.